# Simatohir
Simatohir is een bestuurslaag in het regentschap Padang Sidempuan van de provincie Noord-Sumatra, Indonesië. Simatohir telt 513 inwoners (volkstelling 2010).